# Pato Bragado
Pato Bragado este un oraș în Paraná (PR), Brazilia.